# Jennifer Lim
Jennifer Lim est une actrice britannique née en 1980 à Londres.

## Filmographie
- 1999 : Trader de James Dearden : Kim Wong
- 2003 : Code 46
- 2005 : Hostel (L'Auberge)
- 2006 : New York, unité spéciale (saison 8, épisode 2) : Mrs. Phillips
- 2008 : Act of Grace
- 2010 : Womb
- 2010 : Blue Bloods : Wai-Chee
- 2011 : Night Lives
- 2013 : New York, unité spéciale (saison 14, épisode 22) : Mrs. Chang